# Antix
antiX és una distribució Linux basada en la versió de Debian estable. Ve amb el gestor de finestres IceWM i es pot instal·lar amb sysVinit o runit, ve exempta de systemd. És ràpida, lleugera i apta per a ordinadors antics, alhora que proporciona aplicacions i nuclis d'avantguarda. És compatible amb els repositoris de Debian, accedint a actualitzacions i afegits a través del sistema de paquets apt-get. Pot emprar smxi, el que amplia molt les possibilitats com canviar de Kernel.
antix 22 venia amb versions de 32 i 64 bits.